# Alessandro Massaroni
Alessandro Massaroni (Vallecorsa, 29 ottobre 1790 – Fondi, 21 giugno 1821) è stato un brigante italiano.

## Biografia
Nato a Pantanello nel comune di Vallecorsa, fu uno dei maggiori capi del brigantaggio nel territorio dello stato pontificio e nelle vicine aree del regno di Napoli all'inizio del XIX secolo.

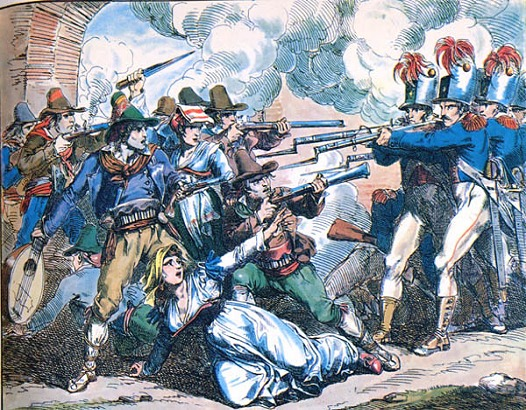
La cattura di Massaroni a Monticelli ad opera di truppe congiunte napoletane, pontificie e austriache

A ragione del suo "sinistro" aveva il soprannome di Mancinello.
Da giovane inizia nella banda del brigante Pasquale Tambucci, noto come "il Matto"; nel 1814 viene proclamata un'amnistia e ne approfitta per ritornare al suo paese e sposarsi con Matilde Zomparelli, quindi riprende l'attività di brigante con una sua banda e sporadiche alleanze con altri briganti della zona, come Antonio Gasbarrone.
Il 23 gennaio 1821 si rende responsabile del sequestro di 20 collegiali del Convento di San Francesco in Terracina, che saranno liberati dopo un pagamento di un riscatto superiore a 10.000 scudi.
Poco dopo, a seguito del moto carbonaro di Napoli, con la cacciata di Ferdinando I ottenne di "regolarizzare" la sua posizione come comandante di una banda armata a difesa dei confini con lo Stato pontificio. 
Dopo la sconfitta di Guglielmo Pepe venne infine catturato a Monticelli da un raggruppamento congiunto di truppe napoletane, pontificie e austriache il 20 giugno 1821. Il giorno seguente fu decapitato a Fondi e la sua testa inviata da Terracina a Frosinone per reclamare la taglia sulla sua testa posta dallo Stato pontificio.
Sono molte note le numerose acqueforti del pittore Bartolomeo Pinelli che lo ritraggono in molte azioni, rendendolo l'icona del brigantaggio italiano del periodo, contribuendo a diffonderne la fama in Europa. 
Venne definito il Robin Hood italiano dal drammaturgo inglese George Daniels, e vari pamphlet e rappresentazioni teatrali furono scritti raccontando e mitizzando le sue gesta.